# G.D. Falksen
Geoffrey D. Falksen (født 31. juli 1982), er en amerikansk forfatter og essayist. Han er særlig kendt for sine arbejder indenfor steampunk-genren, hvor han har arbejdet som forfatter.
Falksen er bl.a. uddannet på Sarah Lawrence College i Bronxville, NY (2001–2005), Albertus Magnus College of New Haven, CT (siden 2005), og Southern Connecticut State University of New Haven, CT (siden 2007). Siden 2008 har Falksens steampunk-arbejder opnået stigende popularitet. Arbejderne omfatter flere noveller i samlingen "Cities of Ether", såvel som fortællingerne i "An Unfortunate Engagement" og "The Mask of Tezcatlipoca,". Falksens arbejder er også udkommet i The Footprints and Steampunk Reloaded anthologies. Hans debutroman Blood in the Skies blev udgivet på Wildside Press i juli 2011 og er den første i en planlagt serie med titlen The Hellfire Chronicles. Udgivelsen blev udgivet samtidig med et soundtrack med musik af forskellige steampunk musikere og bands.

### The Hellfire Chronicles
1. Blood In The Skies. Wildside Press. juli 2011. ISBN 1-4344-3208-4.
2. Ash On The Wind (Planlagt)
3. Fire In The Storm (Planlagt)

### The Cities of Ether
- "Sofia Athanatos" (The Willows Magazine, November 2007)
- "The Strange Case of the All-Seeing Ear" (The Willows Magazine, serialized 2007-2008)
- "The Strange Case of Mr. Salad Monday Arkiveret 21. maj 2012 hos  Wayback Machine" (Tor.com, October 2009); genoptrykt i Steampunk II: Steampunk Reloaded (ed. Ann VanderMeer og Jeff VanderMeer, Tachyon Publications, November 2010)
- "Cinema U" in The Immersion Book of Steampunk (ed. Gareth Jones and Carmelo Rafala, Immersion Press; August 2011)

### Serier og kort fiktion
- "An Unfortunate Engagement" Parts 1-4 in Steampunk Magazine (2007–2008)
- "An Unfortunate Engagement" Parts 5-9 in Steampunk Tales (2009–2010)
- "The Mask of Tezcatlipoca" Parts 1-5 in Steampunk Tales (2009–2010)
- "In the Footsteps of Giants" in "Footprints" (ed. Jay Lake og Eric T. Reynolds, Hadley Rille Books, July 2009) (ISBN 0-9819243-9-5)

## Eksterne links
- Wikimedia Commons har flere filer relateret til G.D. Falksen
- Hjemmeside Arkiveret 26. juni 2012 hos  Wayback Machine